# Изолация (психология)
Вижте пояснителната страница за други значения на Изолация.
Изолацията е защитен механизъм в психоаналитичната теория, при който човек „изолира“ неподходяща идея от нормален емоционален отзив, като по този начин реагира хладнокръвно на теми, които иначе биха предизвикали силна емоционална реакция. Например описването на убийство без съпътстващ израз на емоции означава присъствие на изолация.
За разлика от психологическото потискане, което е подобен механизъм, но при който неприятната идея бива изтласкана в подсъзнателното, тук идеята остава, но тя е лишена от емоционален израз, той е отблъснат, оттеглен от нея .
Изолацията се различава от интелектуализацията, която е по-скоро техника за справяне в критични ситуации и фокусиране върху рационалните аспекти.